# Mario Van Peebles
Mario Van Peebles (Cidade do México, 15 de janeiro de 1957) é um diretor e ator de filmes mexicano. É filho do também diretor Melvin Van Peebles.
Se formou na escola São Thomas em 1974 na cidade de Connecticut e depois se tornou bacharel em economia.
Em 30 anos de carreira, Van Peebles estrelou e dirigiu programas de televisão e muitos filmes, incluindo Panther, Ali, Jack New City, e um episódio de Lost.

## Filmografia

### Ator (filmes)
- 1971 - Sweet Sweetback's Baadasssss Song
- 1984 - Exterminator 2
- 1984 - The Cotton Club
- 1985 - Delivery Boys
- 1985 - South Bronx Heroes
- 1985 - Rappin'
- 1986 - 3:15
- 1986 - Heartbreak Ridge
- 1986 - Last Resort
- 1987 - Hotshot
- 1987 - Jaws: The Revenge
- 1989 - Identity Crisis
- 1991 - New Jack City
- 1992 - Stomping at the Savoy
- 1993 - Full Eclipse
- 1993 - Posse
- 1993 - Gunmen
- 1994 - Highlander III: The Final Dimension
- 1994 - In The Living Years
- 1995 - Panther
- 1996 - Solo
- 1997 - Stag
- 1997 - Gang in Blue
- 1997 - Los Locos
- 1998 - Valentine's Day
- 1998 - Love Kills
- 1999 - Raw Nerve
- 1999 - Judgment Day
- 2000 - Blowback
- 2001 - Guardian
- 2001 - Ali
- 2003 - The Hebrew Hammer
- 2003 - Gang of Roses
- 2003 - BAADASSSSS!
- 2005 - Carlito's Way: Rise to Power
- 2006 - Hard Luck
- 2008 - Confessionsofa Ex-Doofus-ItchyFooted Mutha
- 2009 - A Letter to Dad
- 2010 - Across the Line: The Exodus of Charlie Wright
- 2010 - Multiple Sarcams
- 2011 - All Things Fall Apart
- 2011 - Fifht & Alameda
- 2011 - Tied to a Chair
- 2012 - We The Party
- 2012 - American Warships
- 2014 - Mantervention

### Ator (TV)
- 1971 - Crosscurrent
- 1981 - The Sophisticated Gents
- 1982-1983 - One Life to Live
- 1985 - The Cosby Show
- 1985 - Children of the Night
- 1986 - D.C. Cops
- 1986 - L.A. Law
- 1987 - The Facts of the Life Down Under
- 1988 - Sonny Spoon
- 1988 - The Child Saver
- 1989-1990 - 21 Jump Street
- 1990 - Blue Bayou
- 1990 - In Living Color
- 1990 - CBS Schoolbreak Special
- 1991 - A Triumph of the Heart: The Ricky Bell Story
- 1992 - In the Line of Duty: Street War
- 1992 - Savoy - Parada Obrigatória
- 1996 - Living Single
- 1996 - Strangers
- 1996 - Gang in Blue
- 1997 - RiotRiot
- 1997 - The Outer Limits
- 1998 - Mama Flora's Family
- 1998 - Killers in the House
- 1998 - Martial Law
- 2000-2001 - Rude Awakening
- 2002 - 10,000 Black Men Named George
- 2002 - Robbery Homicide Division
- 2002 - Fiona
- 2003 - The Street Lawyer
- 2004 - 44 Minutes
- 2004 - Crown Heights
- 2004 - Soul Food
- 2007 - Law & Order
- 2008-2009 - All My Children
- 2009 - Damages
- 2009 - Mario's Green House
- 2009 - House Houses
- 2011 - Hellcats
- 2011 - The Game
- 2012 - The Finder
- 2018-  ZNation (série

### Diretor
- 1988 - Sonny Spoon
- 1989 - Top of the Hill
- 1989-1990 - 21 Jump Street
- 1991 - New Jack City
- 1993 - Posse
- 1995 - Panther
- 1996 - Gang in Blue
- 1999 - Love Kills
- 2003 - BAADASSSSS!
- 2006 - Hard Luck
- 2008 - Sons of Anarchy
- 2008 - Law and Order
- 2008 - Damages
- 2010 - Lost
- 2010 - Black, White & Blues
- 2010 - Redemption Road
- 2011 - Boss
- 2011 - All Things Fall Apart
- 2012 - We The Party
- 2016 - USS Indianapolis: Men of Courage